# Intercontinental Tag Team Championship
L'Intercontinental Tag Team Championship, nato come NWA Intercontinental Tag Team Championship, è un titolo della categoria tag team promosso dalla Pro Wrestling ZERO1 e tipicamente riservato ai lottatori della categoria di peso degli Heavyweight, sopra i 100 kg. Il titolo è attivo dal 2001.

## Storia
Il titolo nacque il 14 giugno 2001, venendo vinto da Samoa Joe e Keiji Sakoda, appena tre mesi dopo la nascita della federazione, quando questa era affiliata con la National Wrestling Alliance. La collaborazione tra le due federazioni è terminata alla fine del 2004, perdendo il riconoscimento della NWA, ma la ZERO1 continuò a promuovere il titolo con le stesse iniziali, giustificandolo a partire dal 2011 come appartenente a una fittizia New Wrestling Alliance.
A partire dal 2020 il titolo ha perso le sue iniziali ed è promosso in ZERO1 come un generico Intercontinental Tag Team Championship.

## Albo d'oro
| Legenda  |                                                                               |
| -------- | ----------------------------------------------------------------------------- |
| #        | Indica il numero del regno titolato                                           |
| Regno    | Viene indicato il numero del regno del campione                               |
| Data     | La data in cui il titolo è stato vinto                                        |
| Località | Indica il luogo in cui il titolo è stato vinto                                |
| Note     | Indica notizie particolari riguardanti i cambi di titolo o altre informazioni |

| #                                               | Campione                                 | Regno | Data              | Giorni | Località             | Evento                             | Note | Fonti |
| ----------------------------------------------- | ---------------------------------------- | ----- | ----------------- | ------ | -------------------- | ---------------------------------- | --- | ----- |
| National Wrestling Alliance/Pro Wrestling ZERO1 |                                          |       |                   |        |                      |                                    | |       |
| 1                                               | Samoa Joe e Keiji Sakoda                 | 1     | 14 giugno 2001    | 25     | Osaka, Giappone      | Shingeki                           | In uno spareggio per decretare i campioni inaugurali contro Yuki Ishikawa e Katsumi Usuda. Nato come NWA Intercontinental Tag Team Championship.                                                |       |
| 2                                               | Steve Corino e Mike Rapada               | 1     | 8 luglio 2001     | 3      | --                   | --                                 | Il titolo fu assegnato ai due d'ufficio dalla National Wrestling Alliance. |       |
| 3                                               | Yuki Ishikawa e Shinjiro Otani           | 1     | 12 luglio 2001    | --     | Tokyo, Giappone      | True Century Battle                | |       |
| —                                               | Vacante                                  | —     | ottobre 2001      | —      | —                    | —                                  | Il titolo fu reso vacante quando Ishikawa lasciò la ZERO1. |       |
| 4                                               | Shinjiro Otani (2) e Masato Tanaka       | 1     | 6 gennaio 2002    | 287    | Tokyo, Giappone      | Vast Energy                        | In uno spareggio per riassegnare il titolo vacante contro Samoa Joe e Tom Howard. |       |
| 5                                               | Jon Heidenreich e Nathan Jones           | 1     | 20 ottobre 2002   | 6      | Tokyo, Giappone      | Improvement                        | |       |
| 6                                               | Shinya Hashimoto e Naoya Ogawa           | 1     | 26 ottobre 2002   | 50     | Osaka, Giappone      | Shingeki                           | |       |
| 7                                               | Matt Ghaffari e Tom Howard               | 1     | 15 dicembre 2002  | 135    | Tokyo, Giappone      | Truth Creation                     | |       |
| 8                                               | Shinya Hashimoto e Naoya Ogawa           | 2     | 29 aprile 2003    | 3      | Nagoya, Giappone     | 01 Division                        | |       |
| —                                               | Vacante                                  | —     | 3 maggio 2003     | —      | —                    | —                                  | Il titolo fu reso vacante in seguito ad uno schienamento irregolare nella vittoria titolata da parte di Ogawa.                                                                                  |       |
| 9                                               | Steve Corino (2) e C.W. Anderson         | 1     | 3 maggio 2003     | 120    | Tokyo, Giappone      | 01 World                           | In uno spareggio per riassegnare il titolo vacante contro Kohei Saito e Hirotaka Yohoki. |       |
| 10                                              | Shinjiro Otani (3) e Masato Tanaka (2)   | 2     | 31 agosto 2003    | 172    | Gifu, Giappone       | 01 Summer Gift                     | |       |
| 11                                              | Shiro Koshinaka e Takao Omori            | 1     | 19 febbraio 2004  | 119    | Tokyo, Giappone      | Embers                             | |       |
| 12                                              | Shinya Hashimoto (3) e Yoshiaki Fujiwara | 1     | 17 giugno 2004    | 75     | Sendai, Giappone     | Ambitious                          | |       |
| 13                                              | Shinjiro Otani (4) e Takao Omori (2)     | 1     | 31 agosto 2004    | 33     | Morioka, Giappone    | Determination II                   | |       |
| 14                                              | Wataru Sakata e Masato Tanaka (3)        | 1     | 3 ottobre 2004    | 28     | Tokyo, Giappone      | New Whirlpool-1                    | |       |
| —                                               | Vacante                                  | —     | 31 ottobre 2004   | —      | —                    | —                                  | Il titolo fu reso vacante quando la ZERO1 terminò la collaborazione con la National Wrestling Alliance.                                                                                         |       |
| Pro Wrestling ZERO1                             |                                          |       |                   |        |                      |                                    | |       |
| 15                                              | Ryouji Sai e Kohei Sato                  | 1     | 14 aprile 2005    | 179    | Tokyo, Giappone      | Outburst Revolution                | In uno spareggio per riassegnare il titolo vacante contro Shinjiro Otani e Masato Tanaka. La NWA ritirò il riconoscimento, ma la ZERO1 continuò a promuovere il titolo con lo stesso nome.      |       |
| 16                                              | Minoru Fujita e Ikuto Hidaka             | 1     | 10 ottobre 2005   | 138    | Tokyo, Giappone      | Interception                       | |       |
| 17                                              | Steve Corino (3) e Y2P-160kg             | 1     | 25 febbraio 2006  | 115    | Osaka, Giappone      | Happening                          | |       |
| 18                                              | Ryouji Sai e Kohei Sato                  | 2     | 20 giugno 2006    | 4      | Odawara, Giappone    | Rights                             | |       |
| 19                                              | Manabu Nakanishi e Takao Omori (3)       | 1     | 24 giugno 2006    | 257    | Tokyo, Giappone      | Rights                             | |       |
| 20                                              | Kohei Sato (3) e Yoshihiro Takayama      | 1     | 8 marzo 2007      | 232    | Tokyo, Giappone      | Max Satisfaction                   | |       |
| 21                                              | Minoru Fujita (2) e Takuya Sugawara      | 1     | 26 ottobre 2007   | 399    | Tokyo, Giappone      | Innovation                         | |       |
| 22                                              | Steve Corino (4) e Charles Evans         | 1     | 28 novembre 2008  | 94     | Tokyo, Giappone      | 01 Beat                            | |       |
| —                                               | Vacante                                  | —     | 2 marzo 2009      | —      | —                    | —                                  | Il titolo fu reso vacante quando la Evans lasciò la federazione. |       |
| 23                                              | Osamu Namiguchi e Ryouji Sai (3)         | 1     | 15 marzo 2009     | 123    | Tokyo, Giappone      | Wrestler's 1                       | In uno spareggio per riassegnare il titolo vacante contro Steve Corino e Mr. Wrestling 3. |       |
| 24                                              | Kamikaze e Kohei Sato (4)                | 1     | 16 luglio 2009    | 100    | Utsunomiya, Giappone | Wrestler's                         | |       |
| 25                                              | Ikuto Hidaka (4) e Munenori Sawa         | 1     | 24 ottobre 2009   | 95     | Tokyo, Giappone      | Wrestler's 6                       | |       |
| 26                                              | Akebono e Shinjiro Otani (5)             | 1     | 27 gennaio 2010   | 315    | Tokyo, Giappone      | Wrestler's 9                       | |       |
| —                                               | Vacante                                  | —     | 8 dicembre 2010   | —      | —                    | —                                  | Il titolo fu reso vacante per poter essere assegnato nel torneo Furinkazan. |       |
| 27                                              | Kamikaze (2) e Kohei Sato (5)            | 2     | 21 dicembre 2010  | 267    | Nagoya, Giappone     | Furinkazan                         | In un torneo per riassegnare il titolo, sconfiggendo in finale Masato Tanaka e Daisuke Sekimoto.                                                                                                |       |
| 28                                              | Masato Tanaka (4) e Zeus                 | 1     | 14 settembre 2011 | 419    | Tokyo, Giappone      | Tenkaichi Junior                   | |       |
| 29                                              | Yusaku Obata e Shito Ueda                | 1     | 6 novembre 2012   | 73     | Tokyo, Giappone      | Universe                           | |       |
| —                                               | Vacante                                  | —     | 18 gennaio 2013   | —      | —                    | —                                  | Il titolo fu reso vacante in seguito ad un infortunio di Obata. |       |
| 30                                              | Akebono (2) e Daisuke Sekimoto           | 1     | 3 febbraio 2013   | 330    | Tokyo, Giappone      | Change the World                   | In uno spareggio per riassegnare il titolo vacante contro Kohei Sato e Zeus. |       |
| —                                               | Vacante                                  | —     | 30 dicembre 2013  | —      | —                    | —                                  | Il titolo fu reso vacante in seguito ad un infortunio di Sekimoto. |       |
| 31                                              | Kamikaze (3) e Shinjiro Otani (6)        | 1     | 1 gennaio 2014    | 125    | Tokyo, Giappone      | House show                         | In uno spareggio per riassegnare il titolo vacante contro Masato Tanaka e Yusaku Obata. |       |
| 32                                              | Masato Tanaka (5) e Takashi Sugiura      | 1     | 6 maggio 2014     | 397    | Tokyo, Giappone      | Destiny                            | |       |
| 33                                              | Kohei Sato (6) e Daisuke Sekimoto (2)    | 1     | 7 giugno 2015     | 334    | Tokyo, Giappone      | Long, Long Way                     | |       |
| 34                                              | James Raideen e Masato Tanaka (6)        | 1     | 6 maggio 2016     | 253    | Tokyo, Giappone      | Children's Day Special             | |       |
| 35                                              | Hartley Jackson e TARU                   | 1     | 14 gennaio 2017   | 20     | Tokyo, Giappone      | New Year Dream Series              | |       |
| 36                                              | Akebono (3) e Shogun Okamoto             | 1     | 3 febbraio 2017   | 75     | Tokyo, Giappone      | New Year Dream Series              | |       |
| —                                               | Vacante                                  | —     | 19 aprile 2017    | —      | —                    | —                                  | Il titolo fu reso vacante in seguito ad un infortunio di Akebono. |       |
| 37                                              | Kai e Yusaku Obata (2)                   | 1     | 21 maggio 2017    | 101    | Tokyo, Giappone      | Shinsei Dream Series               | In uno spareggio per riassegnare il titolo vacante contro Kohei Sato e Hideki Suzuki. |       |
| —                                               | Vacante                                  | —     | 30 agosto 2017    | —      | —                    | —                                  | Il titolo fu reso vacante in seguito ad un'assenza di entrambi i campioni. |       |
| 38                                              | Kohei Sato (7) e Hideki Suzuki           | 1     | 14 settembre 2017 | 109    | Tokyo, Giappone      | Dream Series                       | In uno spareggio per riassegnare il titolo vacante contro Shogun Okamoto e Yutaka Yoshie. |       |
| 39                                              | Shogun Okamoto (2) e Yutaka Yoshie (2)   | 1     | 1 gennaio 2018    | 62     | Tokyo, Giappone      | Kinga Shinnen                      | |       |
| 40                                              | Yuji Hino e Masato Tanaka (7)            | 1     | 4 marzo 2018      | 203    | Tokyo, Giappone      | Kinga Shinnen                      | |       |
| 41                                              | TARU (2) e Chris Vice                    | 1     | 23 settembre 2018 | 100    | Iwate, Giappone      | Genki Hatsuratsu                   | |       |
| 42                                              | Masato Tanaka (8) e Takuya Sugawara (2)  | 1     | 1 gennaio 2019    | 298    | Tokyo, Giappone      | Happy New Year                     | |       |
| 43                                              | Yuko Miyamoto e Masashi Takeda           | 1     | 26 ottobre 2019   | 280    | Tokyo, Giappone      | Yamato Shinshu Chikara Matsuri     | |       |
| —                                               | Vacante                                  | —     | 1 agosto 2020     | —      | —                    | —                                  | Il titolo fu reso vacante in seguito ad un infortunio di Takeda. |       |
| 44                                              | Towa Iwasaki e Tsugutaka Sato            | 1     | 2 agosto 2020     | 93     | Tokyo, Giappone      | We're Not Going to Lose to Corona! | In uno spareggio per riassegnare il titolo vacante contro Yuko Miyamoto e Takashi Sasaki. Durante questo regno il titolo iniziò ad essere promosso come Intercontinental Tag Team Championship. |       |
| 45                                              | Yuji Hino (2) e Quiet Storm              | 1     | 3 novembre 2020   | 16     | Tokyo, Giappone      | Yamato Shinshu Chikara Matsuri     | |       |
| —                                               | Vacante                                  | —     | 19 novembre 2020  | —      | —                    | —                                  | Il titolo fu reso vacante quando Hino lasciò la federazione. |       |
| 46                                              | Yumehito Imanari e Shinjiro Otani (7)    | 1     | 25 dicembre 2020  | 268    | Tokyo, Giappone      | 2020 Final Show                    | In un torneo per riassegnare il titolo, sconfiggendo in finale Hide Kubota e Yasu Kubota. |       |
| —                                               | Vacante                                  | —     | 19 settembre 2021 | —      | —                    | —                                  | Il titolo fu reso vacante per poter essere assegnato nel torneo Furinkazan. |       |
| 47                                              | Gajo e Tomohiko Hashimoto                | 1     | 22 novembre 2021  | 114    | Tokyo, Giappone      | Furinkazan                         | In un torneo per riassegnare il titolo, sconfiggendo in finale Hartley Jackson e Junya Matsunaga.                                                                                               | [ 3 ] |
| 48                                              | Junya Matsunaga e Takafumi               | 1     | 6 marzo 2022      | 301    | Tokyo, Giappone      | ZERO1 21° Anniversary              | |       |
| 49                                              | Hide Kubota e Yasu Kubota                | 1     | 1 gennaio 2023    | 365    | Tokyo, Giappone      | Happy New Year                     | | [ 4 ] |
| 50                                              | Junya Matsunaga (2) e Tsugutaka Sato (2) | 1     | 1 gennaio 2024    | 79     | Tokyo, Giappone      | Happy New Year                     | | [ 5 ] |
| 51                                              | Kengo Mashimo e Naka Shuma               | 1     | 20 marzo 2024     | 441+   | Tokyo, Giappone      | 2AW Grand Slam                     | In un incontro in cui era in palio anche il 2AW Tag Team Championship detenuto da Mashimo e Shuma.                                                                                              | [ 6 ] |